# Мартинівка (Інкерман)
Мартинівка, або Мартинівська балка — район міста Інкерман.
Розташований на сході міста, за залізницею.
Основні магістралі: Центральна вулиця, вулиця Циганський тунель.

## Історія
У першій половині дев'ятнадцятого століття у балці був розташований хутір Мартинівка, що належав англійському офіцеру С. Ф. Мартину (Мартино, Мартіну), що перейшов у 1799 р. на службу росії.